# Кузякина, Виктория Александровна
Викто́рия Алекса́ндровна Кузя́кина (до 2007 — Подкопа́ева) (род. 1 июня 1985, Москва) — российская волейболистка, игрок сборной России. Чемпионка Европы 2015 года. Двукратная чемпионка России. Либеро. Мастер спорта России.

## Биография
Начала заниматься волейболом в Москве в СДЮШОР № 65. Первый тренер — В. В. Кузьмин. Выступала за команды: 
- 2001—2004 — МГФСО (Москва),
- 2004—2005 — РГСУ-ЦДМ/«Динамо»-2 (Москва),
- 2005—2011 — «Динамо» (Москва),
- 2011—2015 — «Омичка» (Омск),
- 2015—2016 — «Динамо-Казань» (Казань)

## Достижения
- двукратная чемпионка России — 2006, 2009;
  - трёхкратный серебряный призёр чемпионатов России — 2008, 2010, 2011;
  - двукратный бронзовый призёр чемпионатов России — 2013, 2014;
- обладатель Кубка России — 2009;
  - трёхкратный серебряный призёр Кубка России — 2007, 2008, 2014;
  - бронзовый призёр Кубка России — 2005;
- серебряный призёр Лиги чемпионов 2009;
- серебряный призёр Кубка топ-команд 2006;
- двукратный обладатель Кубка Сибири и Дальнего Востока — 2013, 2014.

## Сборная России
В сборной России дебютировала на турнире Гран-при 5 августа 2011 года матчем со сборной Кубы. По итогам финального раунда соревнований признана лучшим либеро.
В 2015 году вновь привлечена к выступлениям за сборную и приняла участие в розыгрыше Кубка мира, а в октябре в голландском Роттердаме стала чемпионкой Европы.